# 224P/LINEAR-NEAT
La cometa LINEAR-NEAT 5, formalmente 224P/LINEAR-NEAT, è una cometa periodica appartenente alla famiglia delle comete gioviane. Scoperta il 4 dicembre 2003 dal programma LINEAR fu rilevata indipendentemente dal programma NEAT il 14 dicembre 2003 come cometa.